# Khaddi Sagnia
Khaddijatou « Khaddi » Victoria Sagnia (née le 20 avril 1994 en Helsingborg) est une athlète suédoise, spécialiste du saut en longueur.

## Carrière
En 2010, elle remporte les Jeux olympiques de la jeunesse de Singapour au triple saut avec 13,56 m.
Le 19 mars 2016, Sagnia termine 14e lors des championnats du monde en salle de Portland avec une marque de 6,08 m. Elle prend la 6e place de la finale des Championnats d'Europe d'Amsterdam avec un saut à 6,59 m, tout proche du podium (Malaika Mihambo 6,65 m).
Le 11 février 2018, à l'occasion du match nordique, elle s'essaie au 60 m haies pour la première fois depuis 2012 et réalise le temps de 8 s 14, lui permettant de se qualifier pour les championnats du monde en salle de Birmingham. Une semaine plus tard, elle remporte le titre national en salle du saut en longueur et établit à cette occasion la meilleure performance mondiale de l'année et un nouveau record personnel à 6,85 m.
Le 25 février, lors de l'étape finale du circuit mondial en salle de l'IAAF à Glasgow, Khaddi Sagnia améliore son record personnel en sautant à 6,92 m, égalant par la même occasion le record de Suède en salle détenu par la légende Carolina Klüft depuis 2004.
Le 23 août 2020, à Stockholm, elle bat son record personnel en plein air en sautant 6,83 m.

## Vie privée
Elle est née d'une mère gambienne ayant vécu en Suède. Khaddi Sagnia a sept frères et sœurs.

## Palmarès
| Date | Compétition                        | Lieu                               | Résultat | Épreuve     | Marque  |
| ---- | ---------------------------------- | ---------------------------------- | -------- | ----------- | ------- |
| 2010 | Jeux olympiques de la jeunesse     | Singapour                          | 1re      | Triple saut | 13,56 m |
| 2011 | Championnats du monde cadets       | Lille                              | 11e      | Longueur    | 5,75 m  |
| 2011 | Championnats du monde cadets       | Lille                              | 9e       | Triple saut | 12,72 m |
| 2015 | Championnats d'Europe espoirs      | Tallinn                            | 4e       | Longueur    | 6,64 m  |
| 2015 | Championnats du monde              | Pékin                              | 7e       | Longueur    | 6,78 m  |
| 2016 | Championnats du monde en salle     | Portland                           | 13e      | Longueur    | 6,08 m  |
| 2016 | Championnats d'Europe              | Amsterdam                          | 6e       | Longueur    | 6,59 m  |
| 2017 | Championnats d'Europe par équipes  | Vaasa                              | 1re      | Longueur    | 6,52 m  |
| 2018 | Circuit mondial en salle de l'IAAF | Circuit mondial en salle de l'IAAF | 3e       | Longueur    | détails |
| 2018 | Championnats du monde en salle     | Birmingham                         | 6e       | Longueur    | 6,64 m  |
| 2018 | Championnats d'Europe              | Berlin                             | 7e       | Longueur    | 6,47 m  |
| 2020 | Circuit mondial en salle de l'IAAF | Circuit mondial en salle de l'IAAF | 3e       | Longueur    | détails |
| 2021 | Championnats d'Europe en salle     | Toruń                              | 3e       | Longueur    | 6,75 m  |
| 2022 | Circuit mondial en salle de l'IAAF | Circuit mondial en salle de l'IAAF | 2e       | Longueur    | 20 pts  |
| 2022 | Championnats du monde en salle     | Belgrade                           | 12e      | Longueur    | 6,42 m  |
| 2022 | Championnats du monde              | Eugene                             | 6e       | Longueur    | 6,87 m  |
| 2022 | Championnats d'Europe              | Munich                             | 6e       | Longueur    | 6,61 m  |

## Records
| Épreuve          | Épreuve   | Performance | Lieu    | Date              |
| ---------------- | --------- | ----------- | ------- | ----------------- |
| 60 m haies       | En salle  | 8 s 14      | Uppsala | 11 février 2018   |
| Saut en longueur | Plein air | 6,92 m      | Zagreb  | 15 septembre 2020 |
| Saut en longueur | En salle  | 6,92 m (NR) | Glasgow | 25 février 2018   |